# Tunni
Tunni o Tunne es un personaje de la protohistoria escandinava del siglo VI (que corresponde a la Era de Vendel). Tunni fue un thrall (esclavo en la sociedad vikinga) que pertenecía a la corte del rey Ongentheow, monarca de los suiones (suecos) según el poema épico Beowulf y otras fuentes como Historia Norwegiæ, Gesta Danorum de Saxo Grammaticus e Íslendingabók de Ari Þorgilsson.
Tunni era el responsable de la tesorería real desde el reinado de Aun, y se levantó en armas contra su hijo que lo relegó a tareas simples de esclavo. Tras ocho batallas y derrotas de Ongentheow, el rey tuvo que escapar a Dinamarca bajo el amparo del rey Fróði quien le ayudó a vencer la rebelión de Tunni a cambio de someter el reino sueco bajo tributo de los daneses, sumisión que duró por lo menos hasta el reinado de Ohthere, hijo de Ongentheow.
De la saga Ynglinga se extrae el siguiente texto relacionado con la cruenta muerte del rey y que cita al esclavo rebelde, lo que significa que tuvo una relevante repercusión en la historia de su reinado:
| Ok lofsæll ór landi fló Týs óttungr Tunna ríki, en flæming farra trjónu jötuns eykr á Agli rauð. Sás of austr áðan hafði brúna hörg of borinn lengi, en skíðlauss Skilfinga nið hœfis hjörr til hjarta stóð. | El hijo rubio de la raza de Odín, Quien huyó ante el rostro feroz de Tunne, Ha perecido por la bestia demonio Que deambula por los bosques de Oriente. El pecho del héroe recibió todo el peso De frente del toro salvaje; El corazón del héroe desgarró Por el cuerno como lanza de un Jotun. |  |